# Весёлое (Гадячский район)
Весёлое (укр. Веселе) — село,
Розбишевский сельский совет,
Гадячский район,
Полтавская область,
Украина.
Код КОАТУУ — 5320485902. Население по переписи 2001 года составляло 65 человек.

## Географическое положение
Село Весёлое находится на левом берегу реки Хорол,
выше по течению на расстоянии в 1 км расположено село Розбишевка,
ниже по течению на расстоянии в 1 км расположено село Сергеевка.
Река в этом месте извилистая, образует лиманы, старицы и заболоченные озёра.

## История
- 1926 — дата основания.